# La coscienza di Zero
La coscienza di Zero è il sedicesimo album in studio di Renato Zero, pubblicato nel 1991.

## Il disco
Con questo album Zero pubblica una raccolta (doppia in vinile, singola  in CD) di inediti, scritti tra il 1977 e il 1990, alcuni dei quali rielaborati e riarrangiati. Tra questi, alcune registrazioni di inizio carriera rimaste negli archivi della RCA, la sua prima etichetta discografica: tra le altre, una cover del successo dei Rokes intitolato È la pioggia che va, una versione della celeberrima Mamma di Cherubini e Bixio, introdotta dalla sua No! Mamma, no!, Al mercato dell'usato, scritta per Loredana Bertè, che già nel 1982 era stata pubblicata nell'album Lorinedita, concepito alla stessa maniera di questo. L'aquilone Piero è dedicata a Piero Ciampi, scritta con Stefano Senesi nel 1990 e presentata dal vivo per la prima volta al Teatro Argentina di Roma in un concerto tributo a Ciampi a dieci anni dalla sua scomparsa. Buon compleanno, scritta da Zero e da Roberto Conrado per il «Reuccio» che la incise nel 1982, è qui riproposta in duetto con l'identico arrangiamento originario.
L'album, il cui titolo si rifà al romanzo di Italo Svevo La coscienza di Zeno, viene promosso dal singolo Più insieme, nella versione breve, priva dell'introduzione parlata che compare invece nel long playing, abbinata a un lato B che non figura sul disco, costituito dalla versione studio, Chi più chi meno, fino allora apparso solamente, in versione live, su Icaro nel 1981.
Di seguito, la descrizione di ogni brano con i relativi anni di realizzazione:
- Civiltà (1979): brano che doveva far parte dell'album EroZero, ma che fu poi scartato. Venne proposto durante la tournée La favola di EroZero e, successivamente, durante gli spettacoli Estate a Zerolandia tenuti a Bussoladomani nell'estate 1981. Il titolo iniziale della canzone era Civilità, ovvero l'unione tra le parole "civiltà" e "virilità";
- Nafta (1978): doveva far parte dell'album Zerolandia, ma fu poi scartato (probabilmente, per motivi di spazio). Nel 1980, Zero provò ad inserirla nel doppio album Tregua, ma il nastro con la registrazione, che si trovava a casa del Maestro Piero Pintucci, venne rubato e la canzone circolò tra i fan su cassette pirata;
- È la pioggia che va (1986): cover del brano dei The Rokes incisa da Zero;
- L'assassino (1977): brano che venne proposto in alcune date del tour Zerofobia e che doveva essere inserito nell'album Zerolandia;
- Regalati una sera (1985): brano che doveva essere inserito nell'album Soggetti smarriti, pubblicato nel 1986, e che fu poi estromesso;
- No! Mamma, no!/Mamma (1986): mix tra il brano di Zero e il brano popolare di Beniamino Gigli. Fu eseguito durante una puntata del varietà televisivo condotto da Pippo Baudo Fantastico 7 del 1986;
- Al mercato dell'usato (1979): brano che doveva essere inserito nell'album EroZero e, successivamente, nel doppio album Tregua. Alla fine, fu inciso da Loredana Bertè e inserito nell'album Lorinedita, pubblicato nel 1983;
- Lezione di vita (1987): brano che doveva essere inserito nel doppio album Zero e che fu poi scartato;
- Due (1989): brano che doveva essere inserito nell'album Voyeur, ma che fu poi estromesso (probabilmente, per motivi di spazio);
- O Dino o Sauro (1987): brano che doveva far parte del doppio album Zero, ma che fu estromesso per motivi di durata;
- Al cinema (1983): brano inedito inciso e, fino al 1991, mai pubblicato;
- Eden (1985): brano che doveva far parte dell'album Soggetti smarriti, ma che fu poi scartato;
- L'aquilone Piero (1990): brano eseguito solo piano e voce dedicato a Piero Ciampi. Fu presentato in una serata dedicata al cantautore livornese al Teatro Argentina di Roma;
- Psicomania (1977): brano inedito eseguito durante il tour Zerofobia. Doveva essere incluso in Zerolandia, ma fu estromesso per motivi di spazio;
- Il toro (1985): doveva far parte dell'album Soggetti smarriti, ma fu poi estromesso;
- Sipario (1983): doveva far parte, probabilmente, del doppio album Via Tagliamento 1965/1970, dato che tra gli autori del brano figura Vili Lakatos, ma fu poi scartato;
- Tiratura tiritera (1981): brano che doveva essere incluso nel doppio album Artide Antartide, ma che fu poi estromesso;
- Buon compleanno (1982): brano composto da Zero e da Roberto Conrado per Claudio Villa e dedicato alla figlia di quest'ultimo. Venne inciso dal Reuccio per un 45 giri. Nel 1991, si realizzò un duetto postumo al quale venne aggiunta la voce di Zero;
- Più insieme (1985): brano che doveva far parte dell'album Soggetti smarriti, ma che poi venne scartato.

Il 15 marzo 2019, l'album è stato pubblicato, in versione rimasterizzata, su tutte le piattaforme digitali ed è stato ristampato in versione CD per la collana Mille e uno Zero, edita con TV Sorrisi e Canzoni.
Nel giugno 2024, La coscienza di Zero (Tattica Srl/Indipendentemente) viene pubblicato, in versione doppio vinile 180 gr., per la collana Mille e uno Zero edita da Tattica Srl. Disponibile per la vendita nella piattaforma web ufficiale di Renato Zero, in edicola e nei migliori negozi di dischi.

## Tracce
Testi di Renato Zero, musiche di Renato Zero e Roberto Conrado, eccetto dove indicato.
1. Civiltà (testo: Franca Evangelisti – musica: Renatozero e Roberto Conrado)
2. Nafta (testo: Franca Evangelisti – musica: Renatozero e Piero Pintucci)
3. È la pioggia che va (testo: Mogol – musica: Lind Peter)
4. L'assassino
5. Regalati una sera
6. No! Mamma, no! / Mamma (testo: Renatozero e Angelo Filistrucchi / Bixio Cherubini – musica: Renatozero / Cesare Andrea Bixio)
7. Al mercato dell'usato (testo: Franca Evangelisti e Renatozero – musica: Renatozero e Roberto Conrado)
8. Lezione di vita
9. Due
10. O Dino o Sauro (testo: Renatozero – musica: Renatozero e Renato Serio)
11. Al cinema
12. Eden
13. L'aquilone Piero (testo: Renatozero – musica: Renatozero e Stefano Senesi)
14. Psicomania (Renatozero)
15. Il toro (testo: Renatozero – musica: Renatozero e Piero Pintucci)
16. Sipario (testo: Renatozero – musica: Renatozero e Vili Lakatos)
17. Tiratura tiritera
18. Buon compleanno (feat. Claudio Villa)
19. Più insieme (testo: Renatozero – musica: Renatozero e Piero Pintucci)

Nota: nella doppia edizione in vinile, il primo disco contiene i brani 1-09, mentre il secondo include quelli da 10 a 19.

## Classifiche

### Classifiche settimanali
| Classifica (1991) | Posizione massima |
| ----------------- | ----------------- |
| Europa            | 65                |
| Italia            | 5                 |

### Classifiche di fine anno
| Classifica (1991) | Posizione |
| ----------------- | --------- |
| Italia            | 70        |